# Ligia Canto Lugo
Ligia Teresita Canto Lugo es una activista mexicana conocida por increpar al presidente de México Enrique Peña Nieto y al gobernador Rolando Zapata Bello, exigiendo que se investigara la desaparición de sus nietos. Al poco tiempo después de este evento, fue detenida por agentes de la Procuraduría General de la República (PGR) acusada de fraude.

## Antecedentes
El 25 de mayo de 2012, los nietos de Ligia Canto fueron sustraídos de manera violenta por agentes judiciales de Tabasco y Yucatán, acompañados el padre de los niños, Marín Alberto Medina Sonda, quien es socio del extesorero del Estado de Tabasco, José Manuel Saiz Pineda.
La madre de los niños Ema Gabriela Molina Canto, fue conducida a Villahermosa, Tabasco, acusada de “retención ilegal” de la camioneta donde sustrajeron a sus hijos, propiedad de su esposo. Fue encarcelada cuatro meses y se le quitó la custodia legal de los niños, quienes pasaron a cargo de los abuelos paternos, Juana María Sonda Herrera y Julio Alberto Medina Gurubel. 
A partir de ese momento, muchas mujeres de Yucatán, en compañía de Ligia Canto, realizaron movilizaciones y protestas para esclarecer la sustracción de los niños y los enredos legales acontecidos durante las apelaciones, quienes las apoyaron mediante protestas públicas, desplegados y videos en internet denunciando el secuestro.  
El 21 de diciembre de 2012, durante la visita de Enrique Peña Nieto a Yucatán, Ligia Canto, su hija y un grupo de activistas yucatecas lo abordaron exigiendo esclarecer el caso de la desaparición de sus nietos. El presidente prometió que se atendería el asunto. Poco tiempo después, recibieron una carta de la oficina de la Presidencia de la República donde le comunicaban que su escrito había sido turnado al Instituto Nacional de las Mujeres para que “fuera atendido a la brevedad".
Ante las constantes amenazas recibidas por su esposo, Molina Canto escapa al extranjero, continuando Ligia Canto con la labor de presión y supervisión del proceso jurídico para recobrar la custodia de sus nietos.

## Captura y encarcelamiento
El 4 de agosto de 2014, Ligia Canto se presentó en la Fiscalía General del Estado de Yucatán para rendir su declaración en el caso de la desaparición de sus nietos. Fue en el transcurso de camino a su casa, cuando agentes de la Procuraduría General de la República provenientes de Guadalajara le cerraron el paso a la camioneta donde viajaba Ligia Canto para detenerla, argumentando que tenían una orden de aprehensión expedida por el Juzgado Octavo de Distrito de Guadalajara. El incidente repercutió gravemente en la salud de Ligia, quien de inmediato comenzó a convulsionarse debido a sus padecimientos de diabetes y problemas cardiacos. Su abogado solicitó la atención médica inmediata y su traslado al hospital, pero la petición fue negada. Abandonó las instalaciones de la PGR Yucatán en una ambulancia y fue trasladada al aeropuerto para enviarla a Guadalajara, donde ingresaría al penal federal de Puente Grande, Jalisco. 
Ligia Canto fue acusada del delito de violación a la Ley de Instituciones de Crédito por clonación de tarjetas de crédito, delito que es considerado como grave en el Código Penal Federal y por ello no tuvo derecho de obtener su libertad bajo fianza.

## Movilización activista y liberación
Pocos días después de la captura de Ligia Canto, varias organizaciones civiles manifestaron su descontento realizando en Mérida una “marcha del silencio para exigir su liberación.
El 12 de agosto de 2014 Ligia fue liberada por falta de pruebas para su procesamiento, ya que se descubrió que varios testigos de cargo son personas que ya habían fallecido; por lo que se especuló que los cargos habían sido maquinados por su yerno para desalentarla y que claudicara en los procesos judiciales que llevaba a cabo. 
En una entrevista publicada el 31 de octubre de 2014, Ligia Canto se mostró feliz por la aparición de sus nietos.